# Reginald Westendarp
Reginald Joseph Westendarp (* 3. Dezember 1874; † 23. Juli 1932) war ein deutscher Multisportler, Fußballschiedsrichter, -funktionär und ehemaliger -spieler britischer Herkunft.

## Spielerkarriere

### Vereine
Westendarp gehörte dem Akademischen SC 1893 Berlin zunächst als Abwehrspieler an. Später war er für den SC Germania von 1887 als Torhüter aktiv, für den er in den vom Hamburg-Altonaer Fußball-Bund organisierten Meisterschaften in der regional höchsten Spielklasse, der I. Klasse, Punktspiele bestritt.
Aufgrund der 1904 errungenen Meisterschaft nahm sein Verein auch an der Endrunde um die Deutsche Meisterschaft teil. Er bestritt das am 8. Mai 1904 im Innenraum der Mühlenkamper Rennbahn in Hamburg ausgetragene Halbfinale, das mit 1:3 gegen den BTuFC Britannia 1892 verloren wurde.
Einige Wochen später wurde Westendarp in Cassel beim DFB-Bundestag in den neuen, hamburgisch dominierten Spielausschuss gewählt.

### Auswahlmannschaft

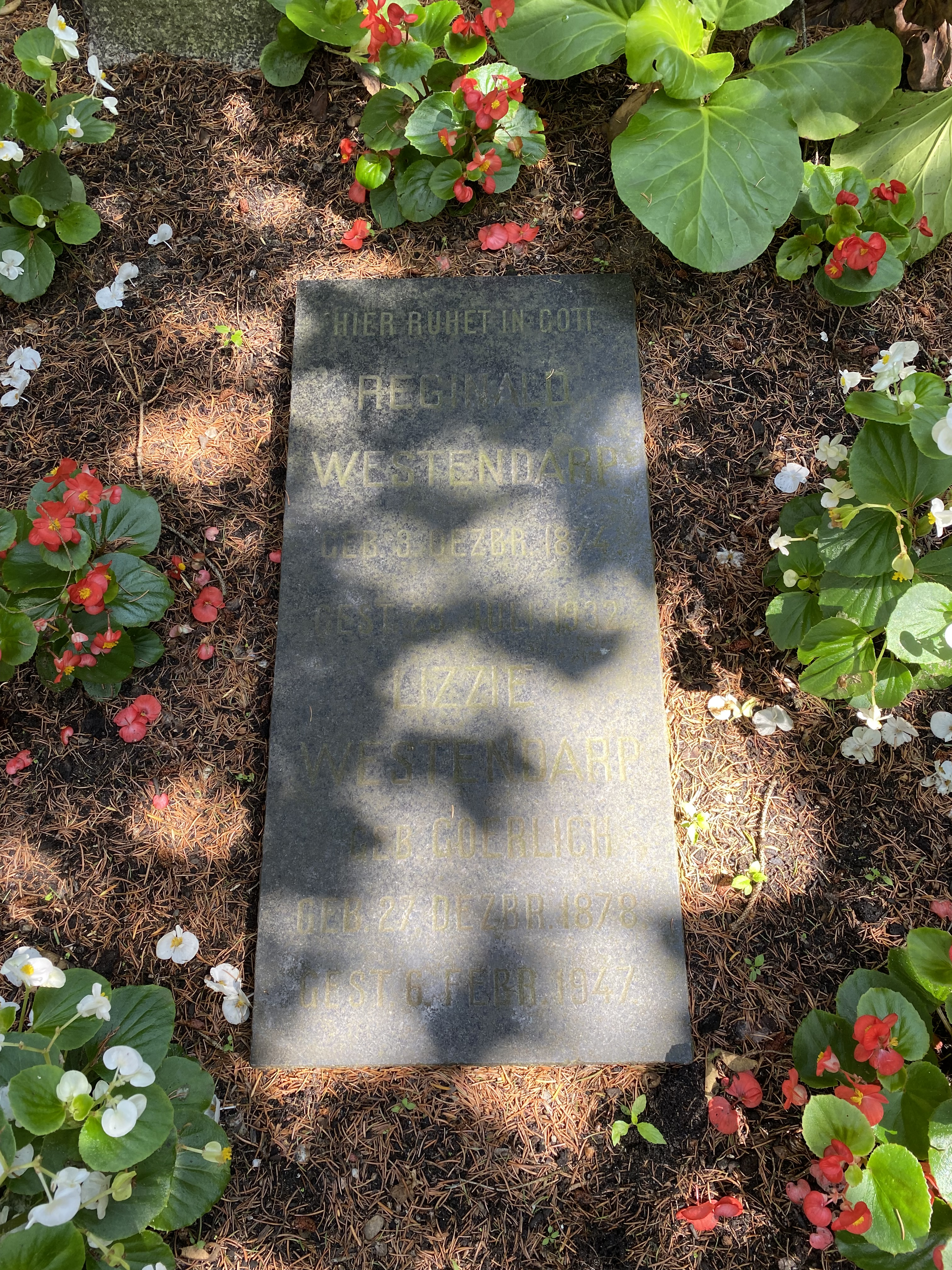
Grabstätte auf dem Friedhof Ohlsdorf

Westendarp bestritt zudem die ersten beiden der sieben „Ur-Länderspiele“. Er gehörte der deutschen Auswahlmannschaft an, die die beiden mit 7:0 und 2:1 gewonnenen Vergleichswettkämpfe gegen White Rovers Paris und eine Stadtauswahl von Paris am 12. und 13. Dezember 1898 gewann, sowie das am 24. November 1899 auf dem Athletik-Sportplatz in Charlottenburg mit 2:10 verlorene Spiel gegen eine englische Auswahlmannschaft.

### Erfolge
- Teilnehmer an der Endrunde um die Deutsche Meisterschaft 1904
- Meister des Hamburg-Altonaer Fußball-Bundes 1904

## Schiedsrichterkarriere
Als Schiedsrichter trat er bereits am 11. Juni 1905 im Weidenpescher Park in Cöln in Erscheinung. Er leitete das Finale um die Deutsche Meisterschaft zwischen dem Berliner TuFC Union 1892 und dem Karlsruher FV. 

## Sonstiges
Reginald Westendarp verstarb im Alter von 57 Jahren und wurde auf dem Hamburger Friedhof Ohlsdorf beigesetzt. Die Grabstätte liegt im Planquadrat AA 4 an der Ecke Talstraße/Norderstraße.